# Апабхранша
Апабхра́нша — группа средних индоарийских языков. Название языков «апабхранша» происходит от санскритского существительного apabhraṃśa ‛отпадение; падение’ (от санскрита или по сравнению с санскритом). Может употребляться в следующих смыслах:
- В узком смысле этот термин употребляется в работах западных ученых как обозначение самой поздней стадии развития среднего индоарийского языка, лингвистически более продвинутого в своей эволюции по сравнению со сценическими пракритами и непосредственно предшествующего новому индоарийскому — V—XII вв.
- В индийской грамматической традиции слово «апабхранша» употреблялось в более широком смысле. Сначала оно могло обозначать самые различные формы среднеиндийского в противоположность санскриту как неправильные разговорные языки в отличие от нормированного литературного санскрита (например, в «Махабхашья» Патанджали II—I вв. до н. э., где это название встречается впервые). В дальнейшем с утверждением пракритов в функции литературных языков под апабхранша стали подразумеваться более продвинутые в своей эволюции формы разговорных языков, не получивших еще литературного признания, то есть в этот период уже имела место оппозиция: пракрит — апабхранша. Наконец, ближе к X в. н. э. словом «апабхранша» называют литературный язык определенного лингвистического типа, закрепленный за рядом литературных жанров: лирическая поэзия, джайнская литература, поздние буддийские гимны. В этот период стихи на апабхранша анализируются в санскритских грамматиках и трактатах по поэтике (прозаических текстов на апабхранша до нас не дошло).

Таким образом, апабхранша, обозначая первоначально группы среднеиндийских диалектных говоров, связанных с различными местностями, в дальнейшем становится обозначением позднего среднеиндийского литературного языка, распространившегося на большую территорию и утратившего в значительной степени связь с диалектами, то есть своего рода литературного койне.
Литературный язык, называемый термином «апабхранша», обычно носит смешанный характер: в той или иной (иногда весьма значительной) степени он бывает смешан с пракритами. Поэтому парадоксальная точка зрения, что апабхранша хотя и обладает чертами, предполагающими особую стадию языкового развития, не представляет самостоятельного языка, имеет под собой некоторые основания.
Самый поздний период развития апабхранша с VIII по XII вв. н. э. получил название «авахаттха» (avahaṭṭha ‛упавший’). Некоторые индийские авторы называют его также «лаукика» (laukika ‛народный’). Это язык, непосредственно предшествующий новому индоарийскому.

## Деление
Апабхранша употреблялся в качестве литературного языка Северной и Центральной Индии в период около V—XII веков наряду с санскритом и пракритами. Истоками литературного апабхранша считается Западная Индия (группа диалектов, восходящая к литературному пракриту шаурасени). В IX—XII веках, благодаря престижу в Северной Индии царских домов раджпутов, западный апабхранша распространяется по всей территории Индии, занимаемой языками индоарийского происхождения: от Гуджарата и Пенджаба до Бенгалии (С. К. Чаттерджи).
Из индийских средневековых грамматик и риторик известна следующая классификация литературных апабхранша:
- Основной и наиболее распространенной разновидностью литературного апабхранша считается нагара-апабхранша (nāgara ‛городской’), истоки которого связывают с областью Раджастхана-Гуджарата и который использовался джайнами секты шветамбара. Именно эта разновидность описана в индийских грамматиках.
- врачада-апабхранша (vrācada) — язык пастухов-абхиров в Синдхе, считается наиболее древним.
- упанагара (upanāgara ‛близкий к нагара’) — ничего не известно

Географическая соотнесенность отдельных видов литературных апабхранша в этой традиционной классификации весьма условна.
Существует географическая классификация апабхранша, предложенная Г. В. Тагаре на основании того, в каких местах были созданы различные произведения на этих языках. Согласно этой классификации, различаются три основные группы диалектов апабхранша:
- западный апабхранша — приблизительно область пракрита шаурасени, а из новоиндийских языков — гуджарати, раджастхани, хинди;
- южный апабхранша — приблизительно область пракрита махараштри, современная область распространения маратхи и Хайдарабад;
- восточный апабхранша — приблизительно область пракрита магадхи, а из новоиндийских языков — бенгальский, бихарские, ория.

Преимущества этой классификации заключаются в установлении хронологии развития отдельных явлений, характерных для стадии апабхранша, в соотнесении с разными географическими ареалами, а также в установлении хотя бы общих соответствий между поздним среднеиндийским и новоиндийским географическим членением языков. Недостаток подхода состоит в том, что критерием является история переходов отдельных явлений, а не история смены друг другом синхронных срезов, представляющих всю систему данного периода.